# Lars Johanson
Lars Johanson (* 8. März 1936 in Köping, Schweden) ist ein schwedischer Sprachwissenschaftler, Turkologe und Hochschullehrer.

## Leben und Wirken
Nach seinem Schulbesuch und der Reifeprüfung 1957 in Köping studierte Lars Johanson von 1956 bis 1959 Germanistik, Skandinavistik und Slawistik an der Universität Uppsala; von 1959 bis 1960 studierte er Orientalische Philologie an der Universität Wien und 1961 Slawistik an der Universität Stockholm. Von 1961 bis 1966 widmete er sich an der Universität Uppsala dem Studium Türkischer Sprachen. Seine akademischen Prüfungen absolvierte er 1959 an der Universität Uppsala, 1961 an der Universität Stockholm und 1966 erneut an der Universität Uppsala. Im Jahre 1971 habilitierte er sich an der Universität Uppsala und lehrte dort bis 1980 Turkologie, 1972 war er Dozent für Allgemeine Srprachwissenschaft an der Universität Umeå. Nach seiner Umhabilitierung an die Universität Mainz 1973 war Johanson dort nach Lehrstuhlvertretungen in Frankfurt/M. und Mainz von 1982 bis zu seiner Emeritierung 2001 Ordinarius für Turkologie. Gastprofessuren führten ihn an Universitäten in Japan, Australien, China, Russland und Ungarn. Johanson publiziert über vor allem über die Turksprachen und ist ein bedeutender Fachvertreter der Turkologie, weit über die Universität Mainz hinaus.
Im Jahre 1999 erhielt er die Ehrendoktorwürde der József Attila-Universität in Szeged. 2008 wurde ihm der Verdienstorden der Türkischen Republik (Türkiye Cumhuriyeti Liyakat Nişanı) verliehen.

## Veröffentlichungen (Auswahl)
- Aspekt im Türkischen. Vorstudien zu einer Beschreibung des türkeitürkischen Aspektsystems (= Studia Turcica Upsaliensia, Bd. 1). Almqvist & Wiksell, Stockholm 1971 (= Dissertation Universität Uppsala).
- Alttürkisch als "dissimilierende Sprache". Steiner, Mainz 1979, ISBN 3-515-02955-9.
- Linguistische Beiträge zur Gesamtturkologie (= Bibliotheca orientalis hungarica, Bd. 37). Akadémiai Kiadó, Budapest 1991, ISBN 963-05-6044-5.
- Strukturelle Faktoren in türkischen Sprachkontakten. Steiner, Stuttgart 1992, ISBN 3-515-06176-2.
- (Hrsg.): The Turkic languages. Routledge, London 1998, ISBN 0-415-08200-5.
- (Hrsg., mit Jochen Rehbein): Türkisch und Deutsch im Vergleich (= Turcologica, Bd. 39). Harrassowitz, Wiesbaden 1999, ISBN 3-447-04186-2.
- (Hrsg.): Evidentials. Turkic, Iranian and neighbouring languages (= Empirical approaches to language typology, Bd. 24). Mouton de Gruyter, Berlin 2000, ISBN 3-11-016158-3.
- (Hrsg., mit Hendrik Boeschoten): Turkic languages in contact (= Turcologica, Bd. 61). Harrassowitz, Wiesbaden 2006, ISBN 3-447-05212-0.
- (Hrsg., mit Christiane Bulut): Turkic-Iranian contact areas. Historical and linguistic aspects (= Turcologica, Bd. 62). Harrassowitz, Wiesbaden 2006, ISBN 3-447-05276-7.
- (Hrsg., mit  Martine Robbeets): Transeurasian verbal morphology in a comparative perspective. Genealogy, contact, change (= Turcologica, Bd. 78). Harrassowitz, Wiesbaden 2010, ISBN 978-3-447-05914-5.
- (Hrsg., mit Martine Robbeets): Copies versus cognates in bound morphology (= Brill's studies in language, cognition and culture, Bd. 2). Brill, Leiden 2012, ISBN 978-90-04-22407-0.
- (Mithrsg.): Ambiguous verb sequences in Transeurasian languages and beyond (= Turcologica, Bd. 120). Harrassowitz, Wiesbaden 2019, ISBN 978-3-447-11370-0.
- (Mithrsg.): Possession in languages of Europe and North and Central Asia. Benjamins, Amsterdam 2019, ISBN 978-90-272-0204-8.
- Turkic. Cambridge University Press, Cambridge 2021, ISBN 978-0-521-86535-7 (1.063 S.).
- Code Copying and the Strength of Languages in Take-over and Carry-over Roles. Brill, Leiden & Boston 2023. ISBN 978-90-04-54843-5
- Aspect in the Languages of Europe. Nobel, Ankara 2023. ISBN 978-625-397-169-4
- Om min penna ägde kraften … En blick tillbaka på turkisk litteratur och kultur. Svenska Forskningsinstitutet i Istanbul 2024. ISBN 978-91-8984020-1
- (with Éva Á. Csató) Lingua Turcica Agemica. The Gospels of Matthew and John in Middle Azeri from 17th Century Isfahan. Harrassowitz, Wiesbaden 2025. ISBN 978-3-447-12400-3

Festschriften
- Árpád Berta (Hrsg.): Symbolae Turcologicae. Studies in honour of Lars Johanson on his sixtieth birthday, 8 March 1996. Almqvist & Wiksell Intern., Stockholm 1996, ISBN 91-86884-07-7.
- Nurettin Demir, Fikret Turan (Hrsg.): Scholarly depth and accuracy. A Festschrift to Lars Johanson. Grafiker, Ankara 2002, ISBN 975-93344-3-7.